# Mlynok (Zarichne)
Mlynok (ucraniano: Млино́к) es un pueblo de Ucrania, constituido administrativamente como una pedanía del asentamiento de tipo urbano de Zarichne, en el raión de Varash de la óblast de Rivne.
En 2001, el pueblo tenía una población de 813 habitantes.
Se ubica a orillas del río Styr, unos 2 km al este de Borové y a unos 25 km al suroeste de la capital municipal Zarichne sobre la carretera T1808 que lleva a Varash.

## Historia
Antes de la fundación del actual municipio de Zarichne en 2020, el pueblo era una pedanía del consejo rural de Borové, en el raión de Zarichne.